# Wiet Verschure

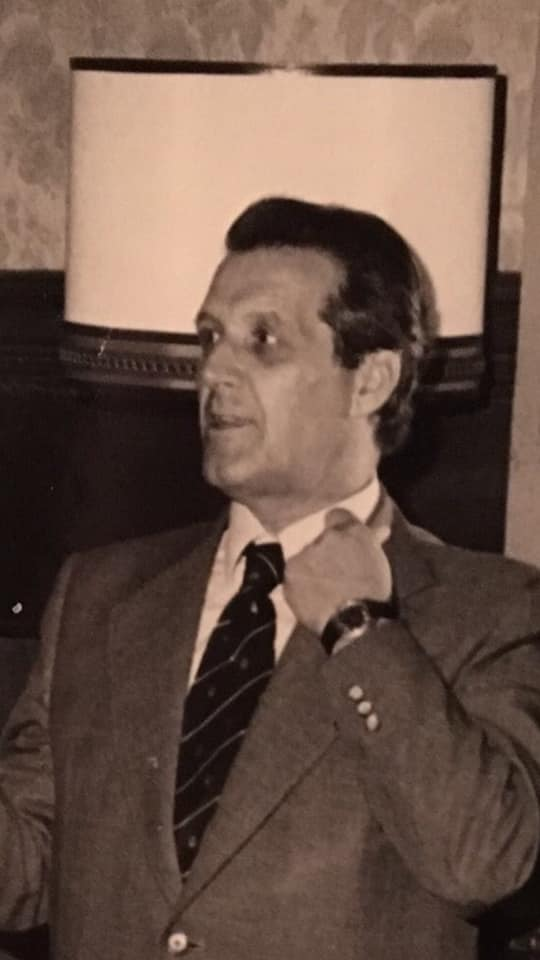
Wiet Verschure in de Gedeputeerde Kamer in het oude stadhuis van Zutphen

Louis "Wiet" Johannus Cornelis Gerardus Verschure (Amsterdam, 31 juli 1924 - Zutphen, 2 februari 2009) was wethouder van Zutphen van 1970 tot 1978 en bekleedde diverse andere bestuursfuncties.

## Politieke loopbaan
Verschure was van 1962 tot en met 1983 raadslid van de gemeente Zutphen, waar hij zich zeer betrokken bij voelde. Eerst voor de KVP, in 1974 was hij lijsttrekker voor de CCP en vanaf 1978 voor het CDA. In deze periode is Wiet Verschure van 1970 tot en met 1978 wethouder geweest van financiën, middenstandszaken en economie. Hij diende acht jaar in het college van B&W van deze stad.

## Werkzame leven na het wethouderschap
Na zijn wethouderschap heeft Wiet Verschure nog diverse publieke en private bestuursfuncties gehad, onder andere:
- Dijkgraaf van het Polderdistrict Veluwe (in 1984 opgegaan in Waterschap Oost-Veluwe)
- Lid van de Unie van Waterschappen
- President-commissaris van de GAMOG te Zutphen, het huidige Nuon
- Commissaris van NABEK te Rotterdam
- Commissaris van de WOG te Doetinchem
- Commissaris van vliegveld Teuge te Teuge
- Commissaris van de Jaarbeurs van het Oosten te Zutphen

## Onderscheiding
Op 26 april 2002 werd Wiet Verschure "voor zijn vele verdiensten voor de plaatselijke gemeenschap" koninklijk onderscheiden als lid in de Orde van Oranje-Nassau.
Voor zijn vrijwillige inzet bij de Stoottroepen, van 1945 tot 1949, werd zijn inzet voor het Vaderland erkend met het Mobilisatie-Oorlogskruis en het Ereteken voor Orde en Vrede.

## Privé
Wiet was zoon van de verzetsstrijder Jan Verschure en Jeanne Dufay en was het zevende van de elf kinderen Verschure. Wiet Verschure was sinds 6 juni 1999 weduwnaar van Riek Verschure-Kitslaar.